# برزا (صربستان)
برزا (به صربی: Brza) یک روستا در صربستان است که در لسکواس واقع شده‌است. برزا ۱٬۲۱۱ نفر جمعیت دارد و ۴۴۹ متر بالاتر از سطح دریا واقع شده‌است.